# CD58
La CD58 (cluster de différenciation 58) ou LFA-3 (lymphocyte function-associated antigen 3) est une molécule d'adhésion cellulaire s'exprimant à la surface des cellules présentatrices d'antigènes, et en particulier des macrophages ,.
Elle se lie via le CD2  disponible sur les lymphocytes T ,  et les cellules NK. 